# Żółw śródziemnomorski
Żółw śródziemnomorski, żółw mauretański, żółw iberyjski (Testudo graeca) – gatunek gada z podrzędu żółwi skrytoszyjnych i rodziny żółwi lądowych (Testudinidae).
OpisŻółw ten wyglądem zewnętrznym, ubarwieniem oraz biologią podobny jest do żółwia greckiego. Różni się od niego posiadaniem dużych stożkowatych zrogowaceń na zewnętrznej powierzchni tylnych kończyn z boków nasady ogona oraz nie podzieloną na 2 części tarczą nadogonową. Nie ma też rogowego kolca na końcu ogona. Karapaks barwy żółtawej lub oliwkowej z czarnymi plamami.
RozmiaryDługość karapaksu do 30 cm
Masa ciała do 1 kg.

BiotopTereny suche i nasłonecznione. W górach do 1100 m n.p.m.
PokarmPodobnie jak inne gatunki z rodzaju Testudo żółw śródziemnomorski jest roślinożerny. Dieta tych gadów powinna obfitować w błonnik i być uboga w białko. Do typowych pokarmów można zaliczyć: miękkie, soczyste łodygi, liście, kwiaty pospolitych chwastów (mniszek, babka). Pod żadnym pozorem nie powinno się żółwiom z gatunku Testudo graeca podawać mięsa, owoców, warzyw (z wyjątkiem cykorii i marchewki - obu sporadycznie, np. marchwi podczas leczenia, bądź cykorii w przypadku braku suszu w okresie zimowym, jeśli żółwie nie są zimowane), nabiału. Dieta z ich udziałem może prowadzić do nieodwracalnych zmian z organizmie, nawet doprowadzając do śmierci żółwia.
BehawiorŚciśle lądowy dzienny tryb życia. Zdecydowanie jest ciepłolubny. Zimują w norach lub innych ziemnych kryjówkach.
RozmnażaniePodczas godów, które odbywają się na wiosnę, samiec stale towarzyszy samicy; będąc agresywnym, kąsa ją po nogach. W czasie kopulacji wydaje donośne piskliwe głosy. Samica składa w ziemnych jamach do 16 dużych jaj o średnicy ok. 16 mm.
WystępowaniePołudniowa Hiszpania, Bałkany, północna Afryka od Maroka do Egiptu, Azja Mniejsza, Lewant, Kaukaz, Iran.
UwagaŻółwie Testudo graeca obserwowano w Polsce na wolności. Są to osobniki hodowane w terrariach i wypuszczone przez właścicieli lub nielegalnie przywożone przez turystów. Najprawdopodobniej dorosłe osobniki są w stanie na krótko zaaklimatyzować się w polskich warunkach.